# Касимов, Николай Ефимович
Николай Ефимович Касимов (24 августа 1915, Липецкая область — 6 марта 1945, Польша) — старший сержант Рабоче-крестьянской Красной Армии, участник Великой Отечественной войны, Герой Советского Союза (1945).

## Биография
Николай Касимов родился 24 августа 1915 года в селе Никольское (ныне — Усманский район Липецкой области). Рано остался без родителей, рос у родственников. С 1930 года жил в Воронеже. Окончил неполную среднюю школу. В 1938—1940 годах проходил службу в Рабоче-крестьянской Красной Армии, участвовал в советско-финской войне. Демобилизовавшись, вернулся в Воронеж, работал сначала вахтёром, затем слесарем на авиазаводе. В начале войны был отправлен в эвакуацию в Куйбышев. В феврале 1943 года Касимов повторно был призван в армию. С мая того же года — на фронтах Великой Отечественной войны. Принимал участие в боях на Западном, Брянском, Белорусском, 1-м Белорусском и 1-м Украинском фронтах. К марту 1945 года старший сержант Николай Касимов командовал орудием 261-го артиллерийского полка 197-й стрелковой дивизии 3-й гвардейской армии 1-го Украинского фронта. Отличился во время освобождения Польши.
4 марта 1945 года расчёт Касимова отразил немецкую контратаку, уничтожил 1 штурмовое орудие и большое количество солдат противника. Когда орудие Касимова было уничтожено, он, несмотря на два ранения, продолжал сражаться при помощи огнестрельного оружия, вступил с противником в рукопашную схватку. После боя Касимов был отправлен в госпиталь в город Зоммерфельд (ныне — Любско, Польша), где умер от полученных ранений 6 марта 1945 года. Похоронен в Любско.
Указом Президиума Верховного Совета СССР от 27 июня 1945 года за «мужество и героизм, проявленные в боях при освобождении Польши» старший сержант Николай Касимов посмертно был удостоен высокого звания Героя Советского Союза. Также был награждён орденом Ленина и Медалью «Золотая Звезда».